# J. Alexander
J. Alexander, pseudonimo di Alexander Jenkins (South Bronx, 12 aprile 1958), è un modello, personaggio televisivo e maestro di portamento statunitense, noto per essere l'allenatore pista e uno dei giudici di America's Next Top Model.

## Infanzia
J. Alexander nasce a South Bronx, sobborgo di New York, da Julius e Mary Jenkins. Cita proprio la madre come la prima persona ad averlo introdotto nel mondo della moda. In adolescenza, fu l'incontro con il presidente di Elite Model Management, Monique Pillard, che diede inizio alla sua carriera. Pillard, impressionata dal suo sguardo, lo scritturò per la propria agenzia, quindi lavorò per lo stilista Jean Paul Gaultier a New York.

## Carriera
La carriera di J. Alexander come allenatore da passerella è iniziata casualmente. Infatti avrebbe allenato modelli nei backstage per poi essere infine riconosciuto per le sue capacità da allenatore. Dal 1991, la ribalta arriva in questo campo allenando la top model Naomi Campbell e Kimora Lee Simmons. Ha lavorato anche con Nadja Auermann, Claudia Mason e Julia Stegner. Ha contribuito alla preparazione di sfilate per alcuni designer come Hervé Léger, Bill Blass, Valentino, John Galliano, Chanel, Alexander McQueen e Nina Ricci.
L'incontro con Tyra Banks avviene per la prima volta in un backstage, quando J. cominciò a darle lezioni di passerella. Da qui deriva anche il titolo di "Queen of the Catwalk" (Regina della passerella), più volte utilizzato da Banks.
Ha lavorato a Tokyo per diversi anni, per poi stabilirsi a Parigi. J. Alexander viaggia a livello mondiale per eventi di beneficenza e sfilate di moda. La sua esperienza è spesso ricercata dai giornalisti.

### America's Next Top Model
J. Alexander è apparso in molte edizioni del popolare programma televisivo America's Next Top Model come allenatore da passerella per i concorrenti.
Sin dalla prima edizione, soprannominato "Miss J" (spesso confuso con Jay Manuel, "Mr. Jay", venivano definiti insieme dalle concorrenti di ANTM come "The Jays" o "Mr. and Mrs. J.") anche per l'abbigliamento eccentrico, non solo durante le lezioni di passerella. 
Fu nominato come giudice a partire dalla 5ª edizione fino alla 13ª, ritornando nuovamente dalla 21ª edizione.
È anche apparso nelle versioni britannica, canadese, coreana, estone, finlandese, olandese e scandinava del franchising Next Top Model.

### Designer
Come protagonista del mondo della moda, J. Alexander ha creato gran parte dei suoi vestiti presentati ad America's Next Top Model (eccetto per il completo da infermiera), cucendoli a mano.
Nel 2015 lancia una propria linea di scarpe, le "Miss J Alexander", con tre linee (Mary, Sadie e Barbara).

## Vita personale
J. Alexander, apertamente omosessuale, ha dichiarato al The Tyra Banks Show che ha un figlio di nome Boris, avuto donando - insieme al compagno Alexa - lo sperma ad una coppia lesbica francese. Nonostante il padre biologico sia il suo ex-fidanzato, J. Alexander ironizza sulla presenza di "geni della moda" trasferiti comunque al figlio.
Nel 2010 ha scritto un libro dal titolo Follow the Model: Miss J's Guide to Unleashing Presence, Poise, and Power, nel quale "condivide la sua storia ed offre consigli su come aver più fiducia in sé stessi".